# Датэ Ёсикуни
Датэ Ёсикуни (伊達 慶邦, 17 октября 1825 — 12 июля 1874) — японский даймё период позднего Эдо, 29-й глава клана Датэ и 13-й правитель княжества Сэндай (1841—1868). Главнокомандующий войсками Северного Союза во время Войны Босин.
Носил титул учтивости — Муцу-но-ками (陸奥守). его поэтическое имя — Ракузан-ко (楽山公).

## Ранняя жизнь
Ёсикуни родился в замке Аоба в городе Сэндай. Второй сын Датэ Нариёси (1798—1828), 11-го даймё Сэндай-хана (1819—1827). В детстве был известен как Jozaburō (穣三郎), а затем Tōjirō (藤次郎).
В 1837 году Ёсикуни женился на дочери своего приёмного брата Датэ Нарикуни (1817—1841), 12-го даймё Сэндай-хана (1827—1841), и был принят им в качестве официального преемника, получив имя Датэ Тосимура.
В начале 1838 года 14-летний Датэ Ёсикуни прошёл ритуал совершеннолетия в замке Эдо, он удостоился официальной аудиенции сёгуна Токугавы Иэёси (1837—1853). Он стал Датэ Ёситоси и получил титулы Тикудзэн-но-ками и дзидзю (камергер).
В 1841 году после смерти своего приёмного отца Датэ Нарикуни, Датэ Ёситоси стал 13-м даймё Сэндай-хана, получив титулы учтивости — Муцу-но-ками и Сакон гон-сёсё. Он также изменил своё имя на Датэ Ёсикуни.

## Даймё княжества

Мон клана Датэ

Несмотря на высокие доходы княжества в 620 000 коку, Датэ Ёсикуни постоянно сталкивался с проблемами. Сельская местность была разорена от последствий Голода годов Тэмпо. На протяжении большей части его правления фактический доход княжества был значительно снижен, порой даже до 100 000 коку риса. На княжество Сэндай была возложена обязанность контроля над обширным островом Хоккайдо (Эдзо), включая пограничные патрули на Курильских островах, особенно на Итурупе и Кунашире, куда стали часто заходить российские корабли. Княжество Сэндай владело примерно одной третью территории современного Хоккайдо.
Финансы княжества были ещё более ослаблены, когда сёгунат в 1860-х годах поручил даймё Сэндай-хана внести свой вклад в обеспечение безопасности в Киото. Сэндай-хану была поручена охрана одних из ворот императорского дворца. В 1868 году в начале Войны Босин княжество Сэндай вначале сохраняло нейтралитет, военные отряды княжества, базирующиеся в Киото, не участвовали в битве при Тоба-Фусими. В июне 1868 года даймё Датэ Ёсикуни, проведя переговоры с Мацудайрой Нобунори (1855—1891), даймё Айдзу-хана (1868—1869), организовал в своей столице Сэндай правителей княжеств провинций Муцу и Дэва. Был создан Северный союз японских княжеств для противостояния сторонникам императора Мэйдзи. Сёгуном Северного Союза был объявлен принц Китсиракава Ёсихиса (1847—1895), дальний родственник императора Мэйдзи. Из-за нерешительности самого Датэ Ёсикуни, плохого вооружения и отсутствия сплочённости среди членов союза, в ноябре княжество Сэндай было разбито императорскими войсками под командованием Кудзё Мититаки. Датэ Ёсикуни вынужден был удалиться в свою княжескую резиденцию в Токио, оказавшись фактически под домашним арестом.
В том же 1868 году Датэ Ёсикуни отказался от титула даймё в пользу своего четвёртого сына Датэ Мунэмото (1866—1917), который стал 14-м даймё Сэндай-хана (1868—1870). Княжество было наказано за восстание против императорской власти. Доход Сэндай-хана был снижен до 280 00 коку риса.
В 1874 году 48-летний Датэ Ёсикуни, находившийся на пенсии, скончался в Токио. Его похороны состоялись в буддийском храме Сайфуку-дзи в Комагомэ (Токио). Бывший даймё был захоронен по синтоистским риалам, поэтому он не получил посмертное имя. В апреле 1890 года его прах был перезахоронен на кладбище клана Датэ в храме Дайнэн-дзи в городе Сэндай.